# Partido Republicano Italiano
El Partido Republicano Italiano (Partito Repubblicano Italiano) (PRI) es un partido político italiano. Se fundó en Bolonia el 12 de abril del 1895, siendo el más antiguo de todos los activos en la actualidad en Italia, además de ser el único que mantiene desde su fundación el nombre, el símbolo y los ideales, reclamándose heredero de la posición política de Giuseppe Mazzini. Entre sus líderes destacan estuvieron Ugo La Malfa y Giorgio La Malfa, y hasta 2010 fue miembro del Partido Europeo Liberal, Demócrata y Reformista.

## Historia

### Los primeros tiempos
El Partido Republicano Italiano (PRI) tiene sus orígenes en la época de la unificación italiana y, más concretamente, a la ala democrático-republicana representada por figuras como Giuseppe Mazzini, Carlo Cattaneo y Carlo Pisacane. Estaban en contra de la llamada piemontesizzazione de Italia, es decir, la conquista por la guerra del Reino de Piamonte-Cerdeña del resto de Italia. Tras la unificación de esta bajo la Casa de Saboya siguiendo las líneas políticas de moderados como Camillo Benso di Cavour, los republicanos se mantuvieron al margen de la vida política del nuevo país, anunciando su abstención en las elecciones. Sin embargo algunos de ellos crearon algunos movimientos democráticos. En 1871 Mazzini fundó el  Patto di fratellanza fra le società operaie ("pacto de fraternidad de las sociedades de los trabajadores"), sin embargo, la muerte de Mazzini el año siguiente y el auge del internacionalismo pusieron a los republicanos en una posición difícil. Las regiones donde en un principio tuvieron mayor presencia fue la Romaña, la Umbria, las Marcas, el Lacio y el litoral toscano.
Con ocasión de las elecciones generales de 1880, los republicanos optaron por abandonar la abstención y participar. En ese momento contaban entre sus filas tanto a los miembros de la clase media, como Giovanni Bovio, Arcangelo Ghisleri y Napoleone Colajanni, como de la clase obrera, como Valentino Armirotti. El partido fue fundado oficialmente en 1895, y poco después, y al final del siglo XIX, el PRI participa en la administración de las grandes ciudades como Milán, Florencia o Roma aliado con el Partido Socialista Italiano (PSI) y el Partido Radical.

### Principios del siglo XX y el fascismo
Con el estallido de la Primera Guerra Mundial el PRI apoyó la intervención de Italia en esta con el objetivo de apoyar a Francia, considerada la patria de los derechos humanos y anexar el Trentino y Trieste, entonces parte de Austria-Hungría. Tras el fin del conflicto, el partido trató de formar una alianza con otros partidos de izquierdas, pero el intento fracasó, ya que el PSI del momento esta fuertemente influenciado por su ala "maximalista", más radical. En 1921 Pietro Nenni dejó el PRI para convertirse en un importante líder del PSI. En la década de 1920 el ascenso del Partido Nacional Fascista llevó a la prohibición de todos los partidos italianos de izquierda, incluido el PRI, que fue ilegalizado en 1926.
Muchos miembros del partido fueron detenidos, encarcelados o exiliados, colaborando el PRI en la lucha antifascista; en 1927 se unió a la Concentrazione Antifascista Italiana. También mostró su apoyo al bando republicano en la guerra Civil Española. En 1940 la ocupación alemana de Francia, donde numerosos republicanos estaban refugiados, puso en aprietos a muchos de ellos. Durante la resistencia armada contra la ocupación alemana de Italia a partir de 1943, los miembros del PRI fueron parte de los Comités de Liberación Nacional (CLN) provinciales, pero no participó en el CLN nacional, ya que no quería colaborar con los monárquicos italianos, que habían apoyado el surgimiento del fascismo.

### Tras la Segunda Guerra Mundial
Tras finalizar de la Segunda Guerra Mundial, el PRI participó en las elecciones para la Asamblea Constituyente de Italia de 1946, con un 4,4% de los votos, perdiendo gran parte de su anterior apoyo. Después del referéndum por el cual se abolía la monarquía en Italia, el PRI se declaró disponible para asumir responsabilidades de gobierno de Italia, entrando en el segundo gobierno de Alcide De Gasperi. A finales de 1946 Ugo La Malfa y Ferruccio Parri, anteriormente miembros del Partido de Acción, se unieron al PRI; La Malfa sería nombrado ministro en varios de los siguientes gobiernos. Desde las primeras elecciones el PRI apuesta por el centro y en consonancia, participa en la coalición centrista gobernante hasta 1957, año en el que retiran el apoyo al gobierno democristiano.
El XIX Congreso del partido, celebrado en 1947, tuvo dos grandes tendencias internas: una, representadas por el secretario nacional Randolfo Pacciardi, favorable a una alianza con el Partido Comunista Italiano, y otra, dirigido por Giovanni Conti y Cipriano Facchinetti, que consideraba al PCI una lacra a la hora de tener un gobierno eficiente, venciendo este último sector. Carlo Sforza, un republicano, fue ministro de Asuntos Exteriores en el tercer gobierno de De Gasperi , aunque solo como independiente. Sforza fue el signatario del Tratado de París en nombre de Italia en 1947 y contribuyó a la entrada de Italia en el Plan Marshall, en la OTAN y en el Consejo de Europa. La exclusión de los partidos de izquierda al gobierno en 1947 llevó al PRI para unirse al cuarto gobierno de De Gasperi. Pacciardi, confirmado como secretario del partido, sin embargo se negó a asumir ningún cargo de ministro. Más tarde, cuando el PCI se acercó más aún al del PCUS, cambió de opinión y aceptó el cargo de primer ministro Adjunto.
Las elecciones generales de 1948 vieron como el PRI se consolidaba como aliado de Democracia Cristiana (DC) pero lograba solo un 2,5% de los votos en favor de esta. En los años siguientes, la facción más fuerte fue la de La Malfa, que se negó a participar a los gobiernos de DC hasta 1962; poco después, en 1965, La Malfa fue elegido secretario nacional. En 1963 el partido votó a favor del primer gobierno de centro-izquierda en Italia, liderado por Aldo Moro. Pacciardi, que había votado en contra, fue expulsado y fundó una formación independiente, la Unión Democrática por la Nueva República, cuyos resultados electorales fue decepcionante y cuyos miembros regresaron al seno del PRI en 1968. La alianza con la DC terminó en 1974 por desacuerdos sobre las políticas presupuestarias.

### ElPentapartito
La crisis de los años 70 hizo que en el 79 La Malfa recibiera la tarea de formar un gobierno. Siendo esto casi imposible sin el apoyo de la Democracia Cristiana, rechaza el encargo y La Malfa obtiene la vicepresidencia en el gobierno del democristiano Giulio Andreotti; sin embargo, 5 días después este muere repentinamente. En septiembre, el PRI eligió Giovanni Spadolini como secretario nacional y Bruno Visentini como presidente. Los siguientes doce años, primero bajo la dirección Spadolini y luego bajo la de Giorgio La Malfa, hijo de Ugo, vio como el PRI se convertía en un miembro estable del llamado Pentapartito, una alianza entre la DC, el PSI, el PRI, el Partido Liberal Italiano (PLI) y el Partido Socialista Democrático Italiano (PSDI) que gobernó Italia desde 1983 hasta 1991. El PRI abandonó la coalición en 1991, en desacuerdo con el "proyecto de ley Mammì" (por Oscar Mammì, un republicano) en materia de telecomunicaciones. 
En junio de 1981 Spadolini se convirtió en el primer ministro de Italia, el primer no democristiano en hacerlo después de 1945. Bajo Spadolini fue aprobado un decreto de urgencia que prohibía todas las logias secretas, como Propaganda Due (que incluía a numerosos miembros de anteriores gobiernos y de las fuerzas militares); el segundo gobierno Spadolini cayó en noviembre de 1983 debido a una disputa entre Beniamino Andreatta (DC) y Rino Formica, ministros de Hacienda y Finanzas respectivamente.
En las elecciones generales 1983 el PRI obtuvo su mejor resultado histórico (5,1%) y se convirtió en la tercera fuerza, tras DC y el PCI, en varias ciudades italianas, entre ellas Turín. Spadolini fue ministro de Defensa de 1983 a 1987, en el gobierno de Bettino Craxi (PSI). Después de las elecciones generales 1987 Spadolini fue elegido presidente del Senado italiano y fue reemplazado por Giorgio La Malfa como líder del partido.

### Diáspora
Durante el escándalos de corrupción del Tangentopoli, el PRI saldría prácticamente indemne. La Malfa dimitió momentáneamente mientras fue investigado por la fiscalía y al ser declarado inocente retornó a la secretaría del partido. No obstante, la falta de confianza en los partidos tradicionales sí afecto al PRI: el partido llegó a obtener menos del 1% de los votos, por lo que se vio obligado a depender de alianzas con otros partidos para sobrevivir bajo el nuevo sistema electoral basado en la pluralidad; en el período de 1992 a 1994 el PRI perdió la mayor parte de sus votantes y miembros. 
El partido se dividió en tres grupos: uno, dirigido por Giorgio La Malfa, se unió al Pacto por Italia; otro, dirigido por Luciana Sbarbati, se unió a Alianza Democrática (AD); y el tercero abandonó el partido y formó Izquierda Republicana (SR) . En las elecciones generales 1994 algunos miembros del PRI, incluyendo Sbarbati, fueron elegidos para el Parlamento italiano en las listas de AD, mientras que otros, entre ellos Carla Mazzuca, fueron elegidos con Pacto Segni. 
En ese momento el partido se encontraba prácticamente disuelto. Muchos republicanos abandonaron el PRI para unirse a Forza Italia. Otros, en su mayoría afiliados al SR, como Giorgio Bogi, se aproximaron al Partido Democrático de la Izquierda (PDS), que posteriormente se integró en fusionaron en Demócratas de Izquierdas (DS) en 1998. Otros, entre los que destacan Enzo Bianco y Antonio Maccanico, se unieron a la Unión Democrática (UD), Los Demócratas (DEM) y, finalmente, Democracia es Libertad-La Margarita (DL).
El partido continuó existiendo bajo el liderazgo de La Malfa, que había sido elegido diputado en el Parlamento Europeo en las elecciones europeas de 1994, tratando de reorganizar al partido recuperando a personas como Sbarbati que lo había abandonado tras las elecciones generales de 1994.

### Prodi a Berlusconi
Entre 1996 y 2001, el PRI fue parte de la coalición de centro-izquierda El Olivo, liderada por Romano Prodi. En las elecciones generales 1996 el partido obtuvo dos diputados (Giorgio La Malfa y Luciana Sbarbati) y dos senadores (Antonio Duva y Stelio De Carolis) gracias a la alianza con los partidos más grandes. Duva y Carolis se unieron a DS poco después de las elecciones, pero durante la legislatura se incorporaron al PRI otros tres diputados electos con otros partidos. Muy decepcionado con los cinco años de gobierno de centro-izquierda, el PRI se convirtió en un apoyo muy críticos del gobierno de Prodi que, uniéndose a Socialistas Democráticos Italianos (SDI) y Unión por la República (UpR) en el Parlamento.
En el 2001 el partido se alió con la Casa de las Libertades de Silvio Berlusconi, logrando un diputado y un senador dentro de la coalición. Esto llevó a dos grupos más a la izquierda abandonaran el partido: el Movimiento Republicanos Europeos (MRE), dirigido por Luciana Sbarbati, y Republicanos Demócratas, liderados por Giuseppe Ossorio. Ese mismo año Giorgio La Malfa abandona la secretaría general tras 14 años para asumir la presidencia del partido. Le sustituye el diputado Francesco Nucara. En abril del 2005 el PRI entraría en el gobierno, asumiendo La Malfa la cartera de Política Comunitaria y Nucara la vicecartera de medioambiente. 
En las elecciones generales 2006 obtuvo 2 diputados en las listas de Forza Italia (FI), mientras que el partido decidió concurrir en solitario para el Senado; de todos modos, finalmente logró un senador en la lista de FI. En las elecciones generales 2008 el PRI obtuvo dos diputados elegidos en la lista de El Pueblo de la Libertad (PdL).

### Reunificación
Su oposición común a la reforma electoral llevó al PRI y al MRE a reconciliarse. En febrero de 2009 ambas formaciones firmaron una declaración en la cual se comprometían a trabajar juntos en la Cámara de Diputados, pese a presentarse dentro de diferentes coaliciones. En octubre se creó un comité conjunto de cara a reunificar ambas formaciones, uniéndose en febrero de 2011 el PRI, MRE y RD.
En diciembre de 2010 La Malfa votó contra de la reforma federalista del gobierno de Berlusconi en contra del criterio del partido, y participó en la creación del Nuevo Polo por Italia, por lo que en mayo de 2011 fu expulsado del partido.
De cara a las elecciones generales de 2013 el PRI decidió presentarse en solitario.

## Secretarios
A partir del 1945:
- Randolfo Pacciardi (mayo de 1945)
- Oronzo Reale (febrero de 1949)
- Oddo Biasini, Claudio Salmoni y Emanuele Terrana, secretaría colegiada (junio de 1964)
- Ugo La Malfa (marzo de 1965)
- Oddo Biasini (marzo de 1975)
- Giovanni Spadolini (setiembre1979)
- Giorgio La Malfa (abril de 1987)
- Giorgio Bogi, vicesecretario regente (febrero de 1993)
- Giorgio La Malfa (enero de 1994)
- Francesco Nucara (octubre de 2001)

## Resultados electorales
| Cámara de Diputados |                |      |         |                      |                     |                       |
| Año electoral       | Votos          | %    | Escaños | +/–                  | Líder               | Gobierno              |
| 1897                | 61.081 (#4)    | 4,92 | 25/508  | -                    | Giovanni Bovio      | Oposición             |
| 1900                | 79.127 (#5)    | 6,22 | 29/508  | 4                    | Napoleone Colajanni | Oposición             |
| 1904                | 75.225 (#5)    | 4,93 | 24/508  | 5                    | Napoleone Colajanni | Oposición             |
| 1909                | 81,461 (#5)    | 4,42 | 23/508  | 1                    | Napoleone Colajanni | Oposición             |
| 1913                | 102.102 (#8)   | 2,04 | 8/508   | 15                   | Napoleone Colajanni | Oposición (1913-1914) |
| 1913                | 102.102 (#8)   | 2,04 | 8/508   | 15                   | Napoleone Colajanni | Gobierno (1914-1916)  |
| 1913                | 102.102 (#8)   | 2,04 | 8/508   | 15                   | Napoleone Colajanni | Oposición (1916-1919) |
| 1919                | 53.197 (#11)   | 0,94 | 9/508   | 1                    | Salvatore Barzilai  | Oposición             |
| 1921                | 124.924 (#8)   | 1,89 | 6/535   | 3                    | Eugenio Chiesa      | Oposición             |
| 1924                | 133.714 (#9)   | 1,87 | 7/535   | 1                    | Eugenio Chiesa      | Oposición             |
| 1946                | 1.003.007 (#6) | 4,36 | 23/556  |                      | Randolfo Pacciardi  | Gobierno (1946-1947)  |
| 1946                | 1.003.007 (#6) | 4,36 | 23/556  | Oposición (1947)     | Randolfo Pacciardi  |                       |
| 1946                | 1.003.007 (#6) | 4,36 | 23/556  | Gobierno (1947-1948) | Randolfo Pacciardi  |                       |
| 1948                | 651.875 (#6)   | 2,48 | 9/574   | 14                   | Randolfo Pacciardi  | Gobierno              |
| 1953                | 438.149 (#8)   | 1,62 | 5/590   | 4                    | Oronzo Reale        | Oposición             |
| 1958a               | 405.782 (#9)   | 1,37 | 6/596   | 1                    | Oronzo Reale        | Oposición (1958-1962) |
| 1958a               | 405.782 (#9)   | 1,37 | 6/596   | 1                    | Oronzo Reale        | Gobierno (1962-1963)  |
| 1963                | 420.213 (#8)   | 1,37 | 6/630   | Sin cambios          | Oronzo Reale        | Oposición (1963)      |
| 1963                | 420.213 (#8)   | 1,37 | 6/630   | Sin cambios          | Oronzo Reale        | Gobierno (1963-1968)  |
| 1968                | 626.533 (#7)   | 1,97 | 9/630   | 3                    | Ugo La Malfa        | Oposición (1968)      |
| 1968                | 626.533 (#7)   | 1,97 | 9/630   | 3                    | Ugo La Malfa        | Gobierno (1968-1969)  |
| 1968                | 626.533 (#7)   | 1,97 | 9/630   | 3                    | Ugo La Malfa        | Oposición (1969-1970) |
| 1968                | 626.533 (#7)   | 1,97 | 9/630   | 3                    | Ugo La Malfa        | Gobierno (1970-1972)  |
| 1968                | 626.533 (#7)   | 1,97 | 9/630   | 3                    | Ugo La Malfa        | Oposición (1972)      |
| 1972                | 954.357 (#7)   | 2,86 | 15/630  | 6                    | Ugo La Malfa        | Oposición (1972-1973) |
| 1972                | 954.357 (#7)   | 2,86 | 15/630  | 6                    | Ugo La Malfa        | Gobierno (1973-1974)  |
| 1972                | 954.357 (#7)   | 2,86 | 15/630  | 6                    | Ugo La Malfa        | Oposición (1974)      |
| 1972                | 954.357 (#7)   | 2,86 | 15/630  | 6                    | Ugo La Malfa        | Gobierno (1974-1976)  |
| 1972                | 954.357 (#7)   | 2,86 | 15/630  | 6                    | Ugo La Malfa        | Oposición (1976)      |
| 1976                | 1.135.546 (#6) | 3,09 | 14/630  | 1                    | Giovanni Spadolini  | Oposición (1976-1979) |
| 1976                | 1.135.546 (#6) | 3,09 | 14/630  | 1                    | Giovanni Spadolini  | Gobierno (1979)       |
| 1979                | 1.110.209 (#7) | 3,03 | 16/630  | 2                    | Giovanni Spadolini  | Oposición (1979-1980) |
| 1979                | 1.110.209 (#7) | 3,03 | 16/630  | 2                    | Giovanni Spadolini  | Gobierno (1980-1982)  |
| 1979                | 1.110.209 (#7) | 3,03 | 16/630  | 2                    | Giovanni Spadolini  | Oposición (1982-1983) |
| 1983                | 1.874.512 (#5) | 5,08 | 29/630  | 13                   | Giovanni Spadolini  | Gobierno (1983-1987)  |
| 1983                | 1.874.512 (#5) | 5,08 | 29/630  | 13                   | Giovanni Spadolini  | Oposición (1987)      |
| 1987                | 1.428.663 (#5) | 3,70 | 21/630  | 8                    | Giorgio La Malfa    | Gobierno (1987-1991)  |
| 1987                | 1.428.663 (#5) | 3,70 | 21/630  | 8                    | Giorgio La Malfa    | Oposición (1991-1992) |
| 1992                | 1.722.465 (#7) | 4,39 | 27/630  | 6                    | Giorgio La Malfa    | Oposición (1992-1993) |
| 1992                | 1.722.465 (#7) | 4,39 | 27/630  | 6                    | Giorgio La Malfa    | Gobierno (1993-1994)  |
| 1994b               | 1.811.814 (#7) | 4,68 | 1/630   | 26                   | Giorgio Bogi        | Oposición             |
| 1996c               |                |      | 2/630   | 1                    |                     | Oposición             |
| 2001c               |                |      | 2/630   | 1                    |                     | Oposición             |
| 2006d               |                |      | 2/630   | 1                    |                     | Oposición             |
| 2008e               |                |      | 2/630   |                      |                     | Gobierno              |
| 2013                | 7.143          | 0,02 | 0/630   | 2                    |                     | Extraparlamentario    |
| 2018                | 20.943         | 0,06 | 0/630   |                      |                     | Extraparlamentario    |
| 2022i               |                |      | 0/400   |                      |                     | Extraparlamentario    |

| Senado de la República |                |       |         |     |                    |
| Año electoral          | Votos          | %     | Escaños | +/– | Líder              |
| 1948                   | 594.178 (#6)   | 2,62  | 4/237   |     | Randolfo Pacciardi |
| 1953                   | 261.713 (#8)   | 1,08  | 0/237   | 4   | Oronzo Reale       |
| 1958a                  | 363.462 (#9)   | 1,39  | 0/246   |     | Oronzo Reale       |
| 1963                   | 223.350 (#8)   | 0,81  | 0/315   |     | Oronzo Reale       |
| 1968                   | 622.388 (#6)   | 2,17  | 2/315   | 2   | Ugo La Malfa       |
| 1972                   | 918.440 (#7)   | 3,05  | 5/315   | 3   | Ugo La Malfa       |
| 1976                   | 846.415 (#6)   | 2,69  | 6/315   | 1   | Giovanni Spadolini |
| 1979                   | 1.053.251 (#6) | 3,36  | 6/315   |     | Giovanni Spadolini |
| 1983                   | 1.452.279 (#5) | 4,67  | 10/315  | 4   | Giovanni Spadolini |
| 1987                   | 1.248.641 (#5) | 3,85  | 8/315   | 2   | Giorgio La Malfa   |
| 1992                   | 1.565.142 (#7) | 4,70  | 10/315  | 2   | Giorgio La Malfa   |
| 1994h                  | 5.519.090 (#3) | 16,69 | 0/315   | 10  | Giorgio Bogi       |
| 1996g                  |                |       | 2/315   | 2   |                    |
| 2001f                  |                |       | 1/315   | 1   |                    |
| 2001f                  |                |       | 1/315   | 1   |                    |
| 2006                   | 45.098         | 0,31  | 1/315   |     |                    |
| 2008e                  |                |       | 0/315   | 1   |                    |
| 2013                   | 8.476          | 0,02  | 0/315   |     |                    |
| 2018                   | 27.385         | 0,09  | 0/315   |     |                    |
| 2022i                  |                |       | 0/200   |     |                    |

a En coalición con Partido Radical
b Dentro del Pacto Segni
c Dentro de El Olivo y Polo por las Libertades.
d Dentro de Forza Italia
eDentro de El Pueblo de la Libertad
fDentro de Casa de las Libertades.
gDentro de El Olivo.
hDentro del Pacto por Italia.
iDentro de Acción-Italia Viva.